# 2018年6月

## 6月1日
- 西班牙眾議院通過對首相马里亚诺·拉霍伊的不信任动议，是自1975年西班牙過渡至民主政府以來首次有首相因不信任動議下台。西班牙工人社會黨總書記佩德羅·桑切斯接任首相。[1]
- 美國勞工部宣佈2018年5月的失業率（英语：Unemployment in the United States）降至3.8％，是18年来的最低点。高中毕业生的失业率降至3.9％，是17年来的最低水平。美国黑人的失业率降至5.9％的歷史新低。[2]

## 6月3日
- 2018年斯洛文尼亞議會選舉進行投票。[3]
- 一艘載有約180人的偷渡船在突尼斯克肯纳群岛附近傾覆，造成至少48人喪生，另有67人獲救。[4]
- 危地馬拉富埃戈火山噴發，造成至少62人喪生。[5]

## 6月4日
- 马达加斯加总理奧利維爾·馬哈法利·索隆南卓沙那宣佈辭職。同日總統埃里·拉乔纳里马曼皮亚尼纳任命克里斯蒂安·恩蔡為新任總理。[6]
- 約旦首相哈尼·穆爾基辭職，由奧馬爾·拉扎茲接任。[7]

## 6月5日
- 台灣親民黨前立委馮定國因心肌梗塞病逝[8][9][10][11][12]。

## 6月7日
- 美國商務部部長威尔伯·罗斯表示美國政府已與中兴通讯達成和解協議，中興將被罰款10億美元，並需於協議期內在第三方留存4億美元保證金，在30天內更換董事會和管理層，以及容許美方指定人員進入公司檢查，換取美國政府解除為期7年的拒絕令。[13]
- 在加納足球協會主席疑似收受賄款片段被公開後，加納政府決定解散加納足球協會。[14]
- 美國太空總署宣布，好奇號探測車在火星的古老湖床的岩石裏，發現有機物質。這可能對尋找生命給出重要線索。[15]
- 加拿大安大略省舉行省議會選舉（英语：Ontario general election, 2018）。[16]

## 6月8日
- 奥地利政府宣佈將會關閉國內7所清真寺，並考慮驅逐收受外國資助的伊玛目出境，以壓制「政治性伊斯蘭」。土耳其總統辦公室批評奧國政府的行動為「伊斯兰恐惧症、種族主義和歧視」。[17][18]
- 2018年NBA總決賽結束，金州勇士以連勝四場擊敗克里夫兰骑士，贏得總冠軍。[19]

## 6月9日
- 第44屆七大工業國組織會議在加拿大魁北克省拉马巴克（英语：La Malbaie）举行，由于美国总统特朗普在多个问题上的处理手段引起七国集团其他领导人的不满，意见出现了极大的分歧[20]。

## 6月10日
- 马来西亚首相马哈迪·莫哈末抵达日本展开为期三天的工作访问，这是他自5月10日出任首相以来，首个出访的国家[21]。
- 西班牙巴斯克地區超過17萬人組成202公里「人鏈」，要求舉行獨立公投[22]。

## 6月11日
- 美国最高法院的9位法官以5比4裁定俄亥俄州政府把指定期間內未曾投票，又沒有回應確認信的選民從選民名冊除名的做法沒有違憲[23]。
- 委内瑞拉全国代表大会公佈最新經濟數據，顯示該國在過去12個月的通脹率達到24,571%[24]。

## 6月12日
- 2018年美朝首腦會談在新加坡舉行[25]。
- 美國在台協會在內湖區內湖新館正式落成，美國方面出席由美國在台協會主席莫健、美國國務院教育文化事務助理國務卿羅伊斯、美國國務院海外建築業務局大使默色、AIT處長梅健華，中华民国方面出席由中華民國總統蔡英文、前總統馬英九、行政院院長賴清德、外交部部長吳釗燮、台北市市長柯文哲[26]。
- 馬其頓共和國政府在國名爭議上與希腊達成協議，雙方同意前者採用「北馬其頓共和國」為新國名。該協議仍有待兩國議會批准以及在馬其頓共和國的公投通過[27]。
- 国际刑事法院下令釋放前刚果民主共和国副總統让-皮埃尔·本巴[28]。

## 6月13日
- 2018年大韓民國地方選舉進行投票[29]。
- 美国、加拿大、墨西哥三國聯合獲得2026年國際足協世界盃主辦權[30]。
- 格鲁吉亚总理喬治·科維利卡什維利宣布辞职。根据宪法，这意味着此届格鲁吉亚内阁辞职。[31]

## 6月14日
- 2018年國際足協世界盃揭幕[32]。

## 6月15日
- 美國公布向500億美元中國貨品開徵25%關稅。美國貿易代表署表示，共涵蓋1102項產品，包括航空、通訊科技、工業機械和汽車等，分兩階段實施。第一階段涉及818項，下月6日生效[33]。

## 6月17日
- 伊萬·杜克·馬爾克斯在2018年哥倫比亞總統選舉次輪投票勝出[34]。

## 6月18日
- 日本大阪發生地震，造成至少4人喪生[35]。
- 美國總統唐納·川普指令國防部籌建美国武装部队的第六大军种——太空軍[36]。
- 美国参议院表決維持制裁中兴通讯的《2019年度国防授权法案》，以85票支持和10票反對通過[37]。
- 一艘超載渡輪在印尼蘇門答臘北部的多巴湖沉沒，造成至少3人喪生，當局找到18名生還者，超過190人仍然下落不明[38]。

## 6月19日
- 美國宣佈退出联合国人权理事会[39]。
- 中國江蘇省鎮江市發生解放軍老兵集體維權事件。[40]

## 6月20日
- 美國總統唐納·川普签署行政命令，容許帶同未成年子女進入美國的非法移民在被扣留期間可以與他們的未成年子女在一起。[41]

## 6月21日
- 美国最高法院以5比4裁決各州政府可以向境內沒有實體店舖的線上零售商徵收銷售稅。[42]

## 6月22日
- 欧洲联盟開始向總值28億歐元的一系列美國貨物加徵关税。[43]
- 美國總統唐納·川普要求歐盟撤銷向美國貨物實施的關稅和貿易障礙，否則將會向歐洲生產的汽車徵收20%關稅[44]。

## 6月23日
- 津巴布韋總統埃默森·姆南加古瓦在布拉瓦约進行競選集會時，發生疑似炸彈襲擊，在場的兩位副總統受輕傷，而姆南加古瓦則無恙[45]。

## 6月24日
- 2018年土耳其大選進行投票[46]。

## 6月25日
- 22时，甘肃省庆阳市公安局西峰分局就西峰“6·20”女孩跳楼死亡事件举行媒体通气会[47]。

## 6月26日
- 美国最高法院以5比4裁定總統唐納·川普於2017年9月頒佈的限制5個穆斯林國家人民入境美國的命令沒有逾越入境法律賦予總統的權限[48]。

## 6月27日
- 法國政府宣布，計劃恢復強制國民服務，要所有年滿16歲的青少年參與，希望藉此提升青少年的公民責任心及加強國家凝聚[49]。

## 6月28日
- 近期研究表明，奥陌陌天体很可能是一颗不活跃的彗星，而不是之前认为的小行星。[50]
- 中國上海市徐匯區一所小學門前發生砍人事件，造成2人死亡和2人受傷。